# Bellac
Bellac är en kommun i departementet Haute-Vienne i regionen Nouvelle-Aquitaine i västra Frankrike. Kommunen ligger i kantonen Bellac som tillhör arrondissementet Bellac. År 2022 hade Bellac 3 569 invånare.

## Befolkningsutveckling
Antalet invånare i kommunen Bellac
| Referens: INSEE |